# 안국역
안국(현대건설)역(Anguk(Hyundai E & C)Station, 安國(現代建設)驛)은 서울특별시 종로구 삼청동에 있는 수도권 전철 3호선의 지하철역이다. 서울교통공사 신형 전동차 한정으로 열차 전광판에 독립운동테마역이라는 문구가 나오며, 인근에 현대빌딩 본사가 있다.

## 역사
- 1983년 9월 13일 : 안국역으로 역명 결정[1]
- 1985년 10월 18일 : 서울 지하철 3호선 독립문 ~ 양재 구간 개통과 함께 영업 개시[2]
- 2011년 5월 20일 : ‘인사동 이야기’ 벽화 설치
- 2014년 7월 : 5번 출구 에스컬레이터 완공
- 2018년 3월 1일 : 독립운동 테마역 공사 완공[3]
- 2022년 8월 20일 : 안국(현대건설)역으로 부역명 추가및 변경

## 역 구조
지하역으로, 승강장은 스크린도어가 설치된 1면 2선의 섬식 승강장이다. 출구는 6개이다. 대합실은 지하 1층과 지하 2층에, 승강장은 지하 3층에 있다.

### 승강장
| 경복궁 ↑  |
| 하상 \|   |
| ↓ 종로3가 |

| 상행 | ● 수도권 전철 3호선 | 경복궁 · 연신내 · 구파발 · 지축 · 대화 방면 |
| 하행 | ● 수도권 전철 3호선 | 종로3가 · 충무로 · 옥수 · 수서 · 오금 방면  |

## 역 주변

### 명소
- 낙원상가-출구 4번
- 북촌 한옥마을-출구2번
- 아랍문화원-출구3번
- 우정총국-출구6번
- 운현궁-출구3번
- 원서공원-출구3번
- 인사동-출구6번
- 조계사-출구6번
- 창덕궁-출구3번
- 창경궁

### 공공기관
- 가회동 주민센터-출구2번
- 서울노인복지센터-출구5번
- 정독도서관-출구1번
- 종로경찰서-출구6번
- 주한일본대사관 공보문화원-출구4번
- 헌법재판소-출구2번

### 교육기관
- 대동세무고등학교-출구2번
- 덕성여자고등학교-출구1번
- 덕성여자대학교 평생교육원
- 덕성여자중학교-출구1번
- 서울교동초등학교-출구4번
- 서울재동초등학교-출구2번
- 운현초등학교
- 중앙고등학교-출구3번
- 중앙중학교-출구3번

### 언론사 및 시민 사회단체
- 참여연대
- 한국걸스카웃연맹-출구1번
- 한국-아랍친선협회
- 한국일보
- 연합뉴스-출구6번
- 연합뉴스TV

### 기업
- 현대건설 본사

## 이용객 변동
| 노선  | 노선   | 일평균 인원수 (명/일) | 일평균 인원수 (명/일) | 일평균 인원수 (명/일) | 일평균 인원수 (명/일) | 일평균 인원수 (명/일) | 일평균 인원수 (명/일) | 일평균 인원수 (명/일) | 일평균 인원수 (명/일) | 일평균 인원수 (명/일) | 일평균 인원수 (명/일) | 각주  |
| 노선  | 노선   | 2000년                | 2001년                | 2002년                | 2003년                | 2004년                | 2005년                | 2006년                | 2007년                | 2008년                | 2009년                | 각주  |
| ----- | ------ | --------------------- | --------------------- | --------------------- | --------------------- | --------------------- | --------------------- | --------------------- | --------------------- | --------------------- | --------------------- | ----- |
| 3호선 | 승차   | 17,537                | 18,693                | 21,033                | 21,788                | 21,673                | 21,439                | 21,270                | 22,346                | 22,962                | 23,587                | [ 4 ] |
| 3호선 | 하차   | 19,321                | 21,209                | 23,678                | 24,636                | 24,364                | 24,125                | 24,034                | 25,314                | 25,726                | 26,812                | [ 4 ] |
| 3호선 | 승하차 | 36,857                | 39,902                | 44,712                | 46,424                | 46,037                | 45,564                | 45,304                | 47,660                | 48,688                | 50,399                | [ 4 ] |
| 노선  | 노선   | 2010년                | 2011년                | 2012년                | 2013년                | 2014년                | 2015년                | 2016년                | 2017년                | 2018년                |                       | [ 4 ] |
| 3호선 | 승차   | 24,201                | 25,131                | 26,065                | 26,188                | 28,102                | 26,985                | 27,132                | 26,084                | 25,486                |                       | [ 4 ] |
| 3호선 | 하차   | 27,647                | 28,534                | 29,197                | 29,328                | 31,239                | 29,437                | 29,140                | 27,944                | 26,983                |                       | [ 4 ] |
| 3호선 | 승하차 | 51,848                | 53,665                | 55,262                | 55,516                | 59,341                | 56,423                | 56,272                | 54,028                | 52,469                |                       | [ 4 ] |

## 사진

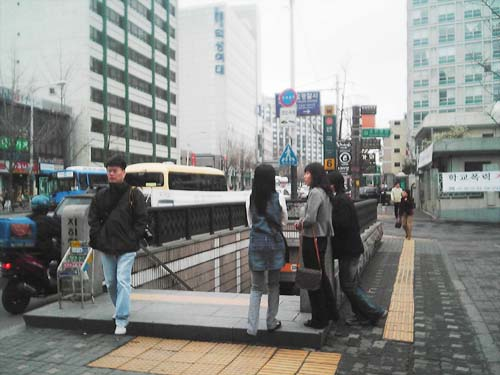
6번 출입구
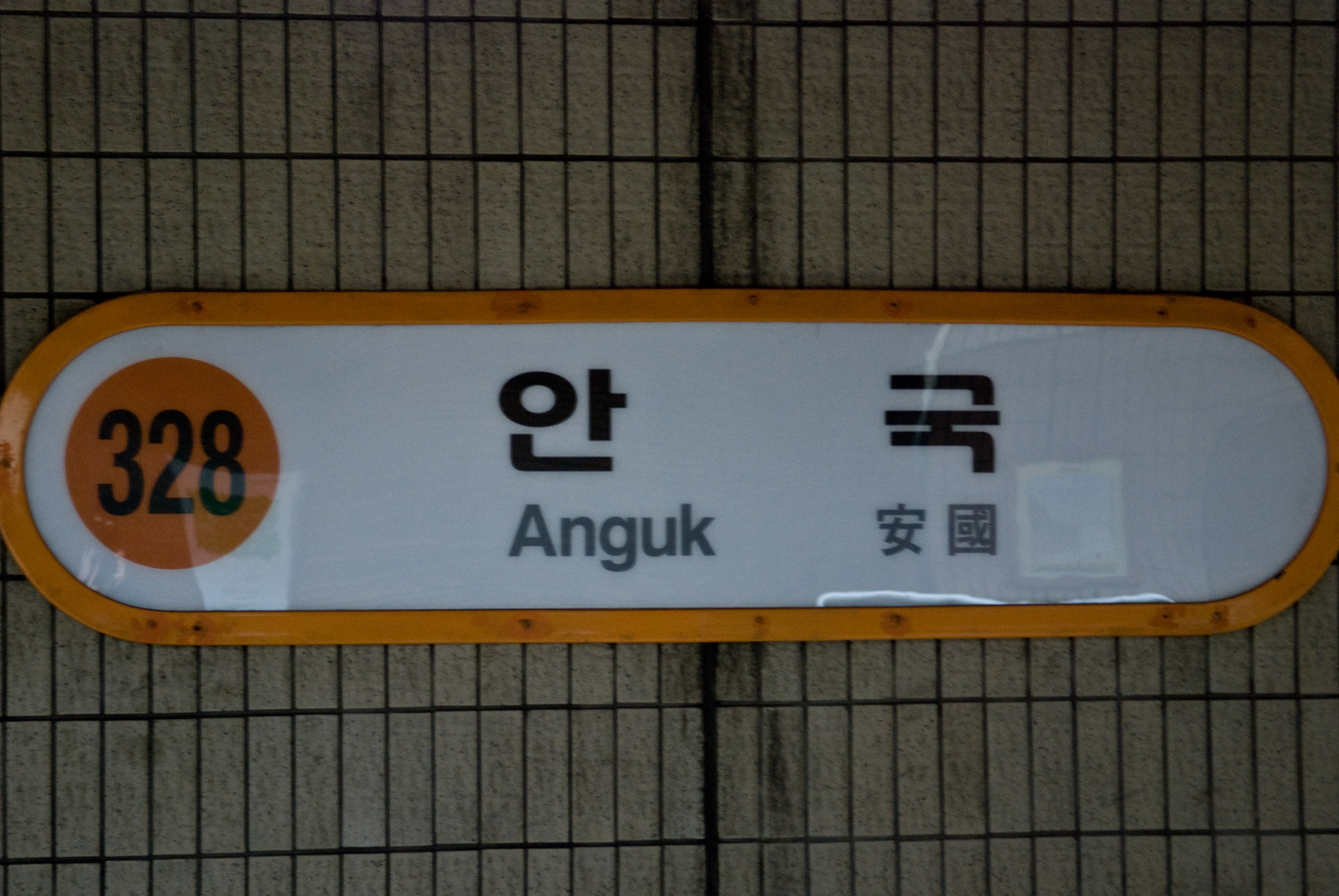
역명판
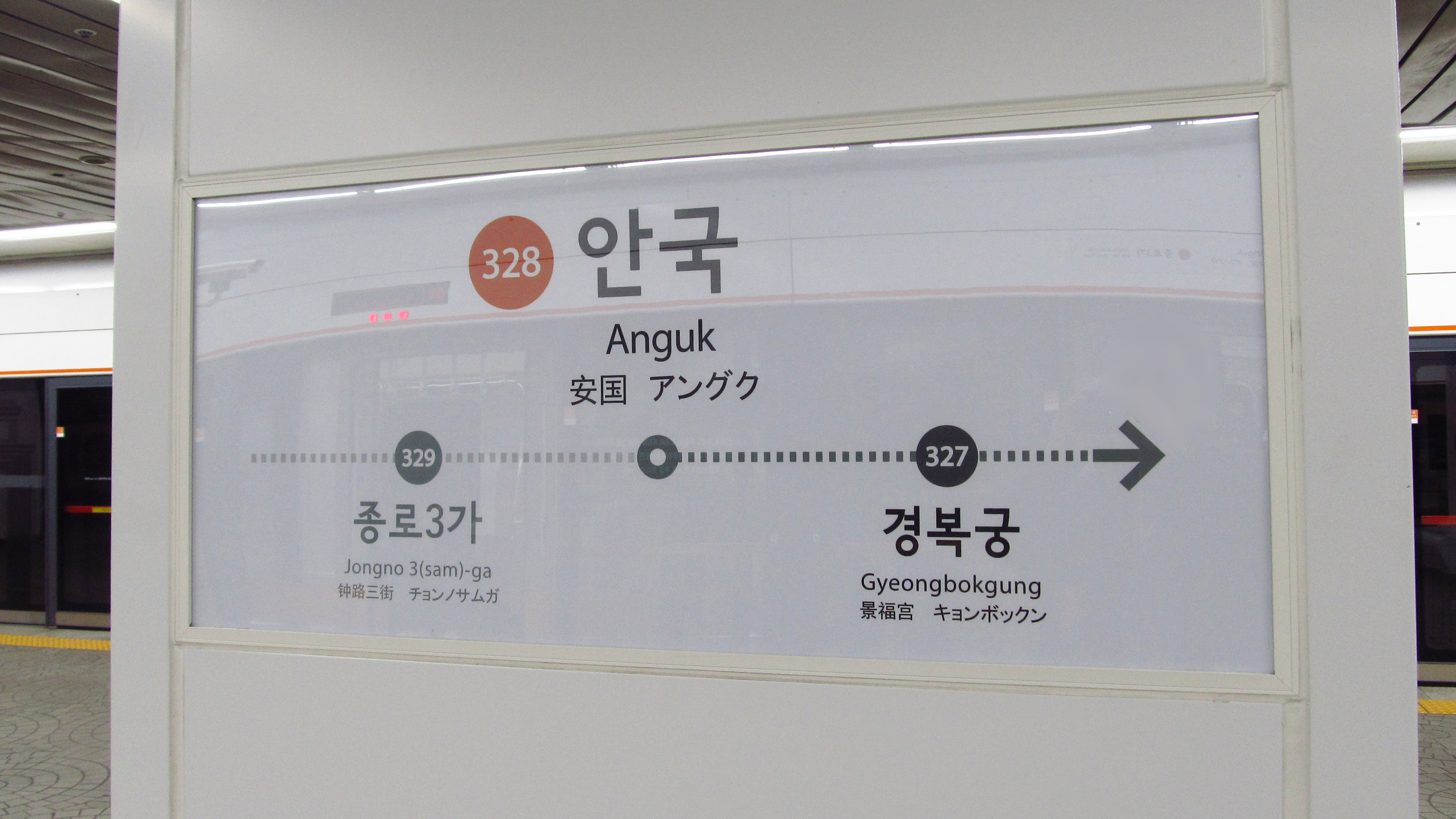
(부역명 표기 전)
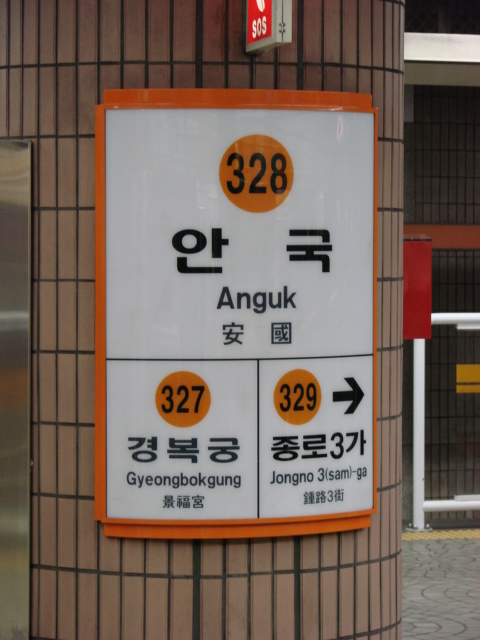

## 인접한 역
| 서울 지하철 3호선    | 서울 지하철 3호선   | 서울 지하철 3호선     |
| -------------------- | ------------------- | --------------------- |
| 327 경복궁 대화 방면 | ● 수도권 전철 3호선 | 329 종로3가 오금 방면 |